# Řády, vyznamenání a medaile Botswany
Systém státních vyznamenání Botswany sestává z řádů, medailí a dalších vyznamenání. Udílena mohou být civilistům i příslušníkům ozbrojených sil v souladu se statuty jednotlivých vyznamenání.

## Řády
- Prezidentský řád (Presidential Order of Botswana POB) je udílen za mimořádný přínos národu.[1]
- Hvězda Botswany (Naledi ya Botswana, NYB) je udílena za vynikající službu.
- Kříž za statečnost (Cross of Gallantry, CG) je udílen za statečnost. Stuha sestává uprostřed z tmavě modrého pruhu, na který navazuje z obou stran širší světle modrý pruh a oba okraje jsou lemovány úzkým bílým proužkem.[2]
- Prezidentský řád cti (Presidential Order of Honour, PH) – Stuha je světle modrá.[3]
- Prezidentský řád za vynikající službu (Presidential Order of Meritorious Service, PMS) je udílen za vynikající službu. Stuha je světle modrá s tmavě modrými pruhy lemujícími oba okraje.[4]

## Vojenská vyznamenání
- Kříž za chrabré chování (Conduct Valour Cross, CVC) je udílen za výrazné a chrabré chování v boji proti nepříteli.
- Medaile ozbrojených sil za statečnost (Defence Force Medal for Bravery, DFMB) je udílena za nápadné hrdinství a odvahu v boji proti nepříteli. Stuha je světle modrá s dvěma úzkými bílými proužky.[5]
- Kříž za velení (Conduct Leadership Cross, CLC) je udílen za dobré, praktické a operativní velení tváří v tvář nepříteli. Stuha je červená se třemi černými proužky.[6]
- Řád služebního kodexu (Duty Code Order, DCO) je udílen za oddanost povinnosti administrativním a technickým zaměstnancům.
- Vojenská služební medaile (Military Service Medal, MSM) je udílena za příkladné chování během operací tváří v tvář nepříteli. Stuha je žlutá se dvěma tmavě modrými proužky.[7]
- Medaile zakladatelského důstojníka (Founder Officer Medal, FOM) je udílena původním důstojníkům, kteří byli při formování ozbrojených sil Botswany. Stuha sestává z červeného proužku uprostřed, na který z obou stran navazují bílé proužky a při obou okrajích stuhu lemují široké zelené pruhy.[8]
- Medaile za vynikající službu (Distinguished Service Medal, DSM) je udílena důstojníkům po dvaceti letech služby. Stuha je tmavě zelená se dvěma žlutými proužky.[9]
- Řád za dlouhou službu (Long Service Order, LSO) je udílen nedůstojnickým příslušníkům ozbrojených sil po patnácti letech služby. Stuha sestává ze tří pruhů v barvě tmavě modré, žluté a tmavě modré.[10]

## Policejní vyznamenání
- Medaile Policie Botswany za mimořádnou statečnost (BP Medal for Conspicuous Bravery, CBM) je udílena za mimořádnou statečnost. Stuha sestává ze dvou stejně širokých pruhů v barvě červené a žluté.
- Řád Policie Botswany za vynikající službu (BP Distinguished Service Order, DOS) je udílen za oddanost službě. Stuha je kaštanová.[11]
- Medaile Policie Botswany za mimořádnou službu (BP Medal for Meritorious Service, BPM) je udílena za zvlášť mimořádnou službu. Stuha je žlutá se dvěma širokými pruhy kaštanové barvy uprostřed.[12]
- Jubilejní služební medaile Policie Botswany (BP Jubilee Service Medal, PJSM) je udílena za pětadvacet let služby. Stuha je žlutá.[13]
- Medaile Policie Botswany za dlouhou a bezvadnou službu (BP Long Service & Good Conduct Medal) je udílena za dlouholetou službu. Stuha je kaštanová s oběma okraji lemovanými žlutými proužky.[4]
- Medaile stého výročí Policie Botswany (BP Centenary Medal) byla udělena v roce 1985 policejním důstojníkům při příležitosti stého výročí Policie Botswany.[14]

## Vyznamenání vězeňské služby
- Medaile Vězeňské služby Botswany za mimořádnou statečnost (BPS Medal for Conspicuous Bravery, BMCB) je udílena za mimořádnou statečnost. Stuha sestává ze dvou stejně širokých pruhů v barvě světle modré a bílé.
- Řád Vězeňské služby Botswany za vynikající službu (BPS Distinguished Service Order, BPDO) je udílen za třicet let služby. Stuha je olivově zelená s oběma okraji lemovanými světle modrým proužkem.
- Medaile Vězeňské služby Botswany za mimořádnou službu (BPS Medal for Meritorious Service, MMS) je udílena za zvlášť mimořádnou službu.
- Jubilejní služební medaile Policie Botswany (BPS Jubilee Service Medal, BPJM) je udílena za pětadvacet let služby.
- Medaile Policie Botswany za dlouhou a bezvadnou službu (BPS Long Service & Good Conduct Medal) je udílena za dlouholetou službu.[15]